# قلعه کابوس
قلعه کابوس (ایتالیایی: Amanti d’oltretomba) فیلمی در ژانر است که در سال ۱۹۶۵ منتشر شد. از بازیگران آن می‌توان به باربارا استیل، پل مولر، هلگا لینه، ریک باتالیا و مارینو مازه اشاره کرد.

## خلاصه فیلم
ک دانشمند دیوانه زمانی که همسرش را در حال خیانت می‌بیند تصمیم می‌گیرد او را شکنجه کند و آهسته آهسته مرگی دردناک را به او تحمیل کند...